# Ростомян Вачаган Онікович
Ростомян Вачаган Онікович  (вірм. Ռոստոմյանը Վաչագան Օնիկի, нар. 10 березня 1964, Єреван, СРСР) — український меценат і віце-президент Спілки Вірмен України.

## Біографія
Народився 10 березня 1964 року в м. Єревані.
Служив в армії з 1982 по 1984 рік.
Після служби в армії переїхав до Кіровоградської області, смт Голованівськ. 
Працював заст. директора «Райпобут комбінату» до 1992 року. З 1993 року по 1994 рік працював директором. 
З 1994 року до 2006 року працював директором мисливського господарства "Голованівського ДЛМГ".
З кінця 2006 року, займається громадською діяльністю, є віце-президентом Спілки вірмен Україні, підтримує єдність України.

## Сім'я
Виховує 3-х дітей.

## Громадська діяльність
З кінця 2006 року, займається громадською діяльністю, є віце-президентом Спілки вірмен України. 
Один з головних меценатів Голованівського району. 
У пам'ять свого батька Вачаган Оніковіч побудував церкву яку відкривав Блаженніший Митрополит Володимир 12 жовтня 2010.
Місце під храм освячено 22 липня 2004 і в той же день розпочато будівництво УПЦ Московського патріархату Храм в ім'я святителя Кирила, Патріарха Єрусалимського.
Перший візит Блаженнішого Митрополита Володимира на Вірменську землю, відбувся завдяки старанням віце-президента Спілки вірмен України Вачагана Ростомяна.

## Нагороди
У списку нагород Вачагана Оніковіча одна з найвищих нагород в УПЦ МП: 
- Орден святого Андрія Первозванного
- Орден святого Георгія Побідоносця

## Цікаві факти
- У пам'ять свого батька Вачаган Оніковіч побудував храм, який відкривав Блаженніший Митрополит Володимир .
- За заслуги перед УПЦ МП Митрополит Володимир нагородив Вачагана Оніковича орденом святого Андрія Первозванного і орденом святого Георгія Побідоносця .
- Перший візит Блаженнішого Митрополита Володимира на Вірменську землю , відбувся завдяки старанням віце -президента Спілки вірмен України Вачагана Ростомяна .
- Практично повністю, за кошти Вачагана Оніковича, відбудовано важливі об`єкти соціального значення в Голованівському районі– школи, дитячі садки, лікарні.

## Цитати
«Армению и Украину связывают долгие годы дружбы и взаимопонимания»